# Мала Пољана
Мала Пољана (слч. Malá Poľana) насељено је мјесто са административним статусом сеоске општине (слч. obec) у округу Стропков, у Прешовском крају, Словачка Република.

## Становништво
| Година:    | 1994. | 2004.    | 2014.   | 2024.    |
| ---------- | ----- | -------- | ------- | -------- |
| Број људи: | 134   | 114      | 113     | 98       |
| Разлика:   |       | -14,92 % | -0,87 % | -13,27 % |

| Година:    | 2023. | 2024.   |
| ---------- | ----- | ------- |
| Број људи: | 101   | 98      |
| Разлика:   |       | -2,97 % |

Према подацима о броју становника из 2024. године насеље је имало 98 становника.